# El Oueldja
El Oueldja là một đô thị thuộc tỉnh Khenchela, Algérie. Dân số thời điểm năm 2002 là 3.357 người.